# 霉氣
霉氣，又稱衰氣，晦氣，是東亞傳統宗教（如道教、日本神道、朝鮮巫教、民間信仰等）的中心观念，是指令人不洁与沾上厄运的原因。血污、死亡、疾病与性交、喝酒、食肉也是令人不洁的原因。因此在齋戒时不可接触这些事物，如沾染霉气就迸行祓儀式以恢复洁净。